# بریگیت زوس
بریگیت زوس (آلمانی: Birgit Süß؛ زادهٔ ۲۹ مارس ۱۹۶۲) ژیمناست هنری اهل آلمان بود.